# Hells Angels
Hells Angels Motorcycle Club (HAMC por sus siglas en inglés; en español: Motoclub Ángeles del Infierno) es un club de moteros de origen estadounidense, considerado una organización criminal por el Departamento de Justicia de los Estados Unidos. Las motocicletas más típicas de este club son las Harley-Davidson. Algunos apodos del club son "H.A.", "Red & White" u "81", haciendo referencia a la octava y primera letras del abecedario, la H y la A.
El club fue fundado en Fontana (California) en 1948. Al cabo de unos años se habían adherido otras pandillas y clubes de bikers de la zona. Hoy en día se cree que tiene entre 7000 y 7600 miembros repartidos en todo el mundo.

## Historia

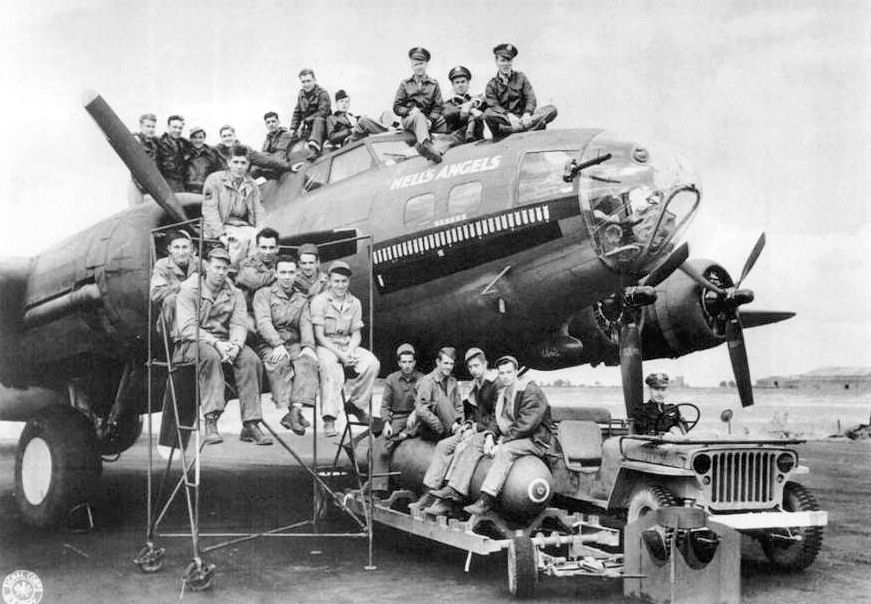
Este B-17F, con número de cola 41-24577, fue llamado Hell's Angels por la película de 1930 de Howard Hughes Los ángeles del infierno, sobre los pilotos de caza de la Primera Guerra Mundial.

Los Ángeles del infierno fueron fundados el 17 de marzo de 1948 por la familia Bishop[cita requerida], veteranos de guerra estadounidenses de Fontana, California, y seguido por una amalgama de exmiembros de diversos clubs de motocicletas, tales como el "Pissed Off Bastards de Bloomington". El sitio web de los Hells Angels niega la insinuación de que cualquier inadaptado o tropas descontentas estén conectados con el club. El sitio web también señala que el nombre fue sugerido por Arvid Olsen, uno de los fundadores, que había servido en el escuadrón de los "Ángeles del Infierno" de los Tigres Voladores en China durante la Segunda Guerra Mundial. El nombre de los "Ángeles del infierno" se inspiró en la denominación típica de los escuadrones estadounidenses u otros grupos de lucha, con un título feroz y desafiante de la muerte en la Primera y Segunda Guerra Mundial. Un ejemplo son los Flying Tigers (grupo de voluntarios estadounidenses) de Birmania y China, que colocaron tres escuadrones de P-40, siendo el tercer escuadrón llamado "Ángeles del infierno". En 1930, la película de Howard Hughes Hell's Angels mostró hazañas extraordinarias y peligrosas de la aviación, y se cree que los grupos de la Segunda Guerra Mundial que utilizaron ese nombre lo basaron en la película.
Parte de la historia temprana de la HAMC no está clara, y las versiones difieren. Según Ralph 'Sonny' Barger, fundador del capítulo de Oakland (California), los primeros capítulos del club fueron fundados en San Francisco, Gardena, Fontana y Oakland, todos en California, y en otros lugares, y los miembros no eran conscientes de que ya existían otros clubes de motos. Uno de los clubes menos conocidos existió en North Chino, Pomona, California, a finales de los años sesenta.
Otras fuentes afirman que los Hells Angels de San Francisco fueron organizados en 1953 por Rocky Graves, un miembro del club Ángel del Infierno de San Bernardino ("Berdoo"), lo que implicaba que los Ángeles del infiernos de "Frisco" estaban muy conscientes de sus antecedentes. Los Hells Angels de "Frisco" fueron reorganizados en 1955 con trece socios fundadores, con Frank Sadilek como presidente, y usando un logo más pequeño y original. El capítulo de Oakland, dirigido entonces por Barger, utilizó una versión más grande del remiendo de la "Cabeza de la Muerte", apodado el "Barger más grande", que fue utilizado primero en 1959. Posteriormente se convirtió en el logo estándar del club.

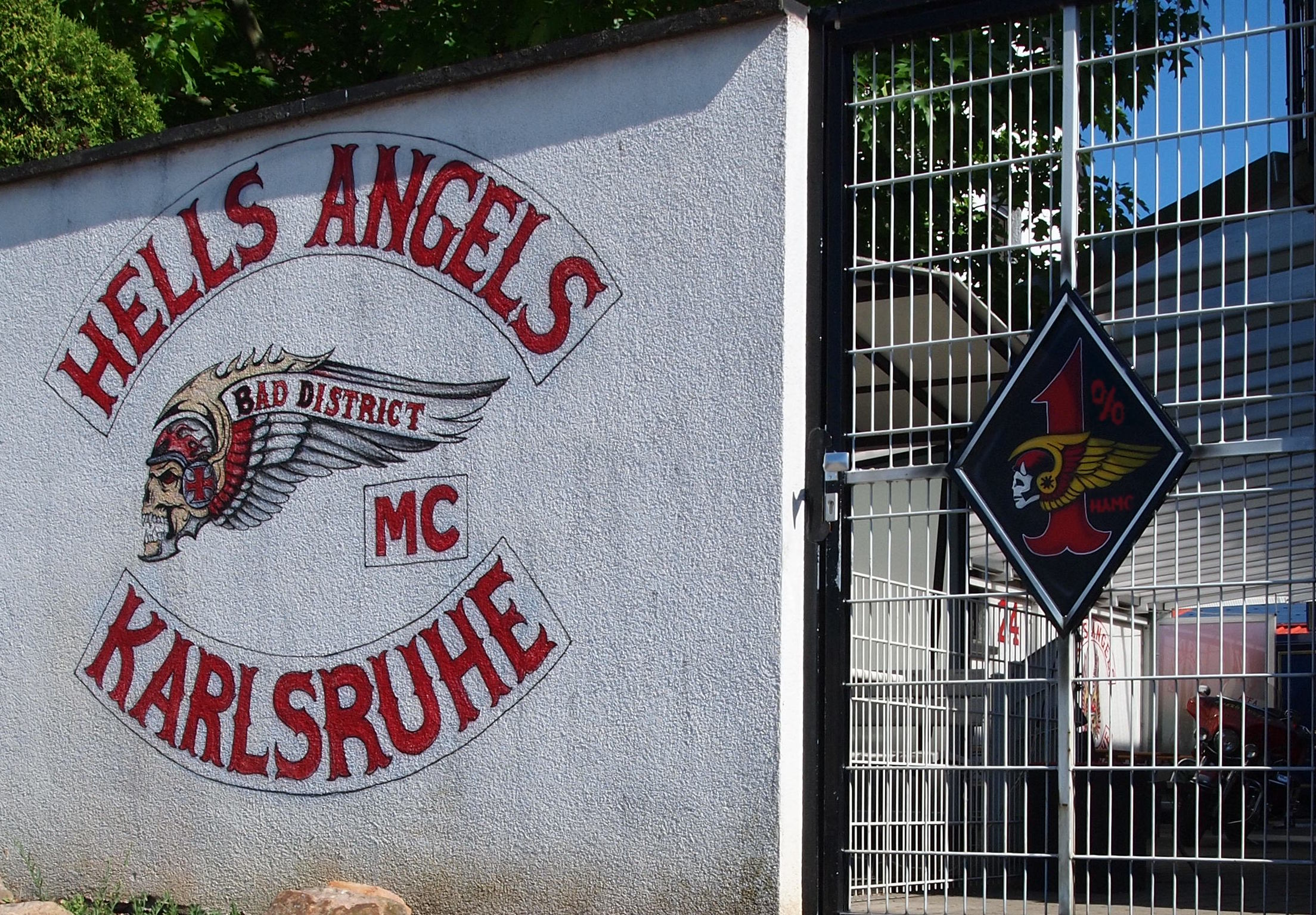
Hells Angels de Karlsruhe, Alemania.

Los Hells Angels son a menudo representados de forma semimítica y romántica: libres de espíritu, ligados por la fraternidad y la lealtad. En otras ocasiones, como en la película de Roger Corman de 1966 Los Ángeles Salvajes, se les describe como violentos y nihilistas, poco más que una banda criminal violenta y un azote sobre la sociedad.
El club se hizo prominente y estableció su notoriedad como parte del movimiento de la contracultura de los años 60 en la escena de Haight-Ashbury de San Francisco, jugando un papel en muchos de los acontecimientos del movimiento. Los miembros estaban conectados con muchos de los líderes de la contracultura, como Ken Kesey y los Merry Pranksters, Allen Ginsberg, Jerry García y los Grateful Dead, Timothy Leary, The Beatles, The Rolling Stones, Mick Farren y Tom Wolfe. El club lanzó la carrera del periodista "gonzo" Hunter S. Thompson. 
La criminóloga Karen Katz dijo en 2011 que los Hells Angels estaban en el centro de un pánico moral en Canadá que involucraba a los medios de comunicación, a los políticos, a las fuerzas del orden público y al público, que exageraba la importancia de actos criminales aislados.

## Incidentes y actividades criminales
Numerosas policías y agencias de inteligencia internacionales clasifican a los Hells Angels como una de las "cuatro grandes" bandas de motociclistas estadounidenses, junto con los Pagans, Outlaws y Bandidos, y sostienen que los miembros llevan a cabo crímenes violentos generalizados, incluyendo tráfico de drogas, tráfico de bienes robados, extorsión y están involucrados en la prostitución. Los miembros de la organización han afirmado continuamente que son sólo un grupo de entusiastas de las motocicletas que se han unido para montar motocicletas juntos, para organizar eventos sociales tales como viajes en grupo, recaudaciones de fondos, fiestas y manifestaciones de motocicletas y que cualquier crimen es responsabilidad de los individuos que los llevaron a cabo y no el club en su conjunto.

## Insignias

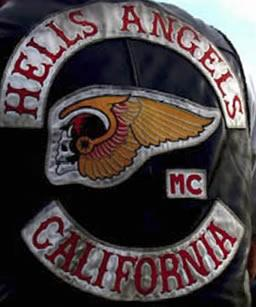
Chaqueta con el logo de los Hells Angels

El sitio web oficial de los Hells Angels atribuye el diseño oficial de la insignia de la "cabeza de la muerte" a Frank Sadilek, expresidente del capítulo de San Francisco. Los colores y la forma del emblema de la chaqueta de la primera época (antes de 1953) se copiaron de las insignias del 85° escuadrón de caza y del 552° escuadrón medio bombardero.
Los Hells Angels utilizan un sistema de parches similares a las medallas militares. Aunque el significado específico de cada parche no es conocido públicamente, los parches identifican acciones o creencias específicas o significativas de cada motociclista. Los colores oficiales de los ángeles del infierno son letras rojas exhibidas en un fondo blanco; de ahí el apodo del club del "rojo y blanco". Estos parches se usan en chaquetas de cuero o tela vaquera y chalecos.
El rojo y blanco también se utiliza para mostrar el número 81 en muchos parches, como en "Soporte 81, Ruta 81". Los número 8 y 1 representan las posiciones respectivas en el alfabeto de H y A. Estos son utilizados por los amigos y los partidarios del club en deferencia a las reglas del club, que pretenden restringir el uso de imágenes de Hells Angels a los miembros del club.
El parche en forma de diamante del uno por ciento también se utiliza, mostrando '1%' en rojo sobre un fondo blanco con un borde rojo en merrowed. El término uno por ciento se dice que es una respuesta al comentario de la American Motorcyclist Association (AMA) sobre el incidente de Hollister, en el sentido de que el 99% de los motociclistas eran ciudadanos respetuosos de la ley y el 1% restante eran proscritos. La AMA no tiene constancia de tal declaración a la prensa, y llama a esta historia apócrifa.
La mayoría de los miembros usan un parche rectangular (de nuevo, fondo blanco con letras rojas y un borde rojo en merrowed) que identifica las respectivas ubicaciones de los capítulos. Otro parche de diseño similar pone "Hells Angels". Cuando sea aplicable, los miembros del club usan un parche que indica su posición o rango dentro de la organización. El parche es rectangular y, similar a los parches descritos anteriormente, muestra un fondo blanco con letras rojas y un borde rojo. Algunos ejemplos de los títulos usados son presidente, vicepresidente, secretario, tesorero, y sargento de armas. Este parche usualmente se usa por encima del parche de "ubicación del club". Algunos miembros también usan un parche con las iniciales "AFFA", que significa "Angels Forever, Forever Angels", refiriéndose a su membresía de por vida en el club de motociclistas (es decir, "una vez miembro, siempre un miembro").
El libro Gangs, escrito por Tony Thompson (un corresponsal policial de The Observer), afirma que Stephen Cunningham, un miembro de los Ángeles, lucía un nuevo parche después de que se recuperó de intentar poner una bomba, consistente en dos relámpagos en forma de SS de estilo nazi debajo de las palabras "Filthy Few" ("Pocos Puercos"). Algunos de los funcionarios encargados de hacer cumplir la ley afirman que el parche sólo se otorga a aquellos que han cometido, o están dispuestos a cometer, asesinato en nombre del club. Según un informe del caso R. v. Bonner y Lindsay en 2005 (véase la sección relacionada más adelante), otro parche, similar al parche 'Filthy Few', es el parche 'Dequiallo'. Este parche "significa que el usuario ha luchado contra la aplicación de la ley en la detención". No existe una convención común en cuanto a dónde se colocan los parches en la chaqueta y/o chaleco de los miembros.

## España
El capítulo de los Hells Angels en España se inicia con la creación del motoclub «Centuriones» en 1982 de la mano, entre otros, de Ricard Papaceit «Chele», cantante de la banda de rock Bombarderos, de Barcelona. En poco tiempo se extendieron a otras ciudades como Castellón, Valencia, Barcelona, Madrid, Alicante, Mallorca, Asturias y Marbella, con un perfil duro, no exento de actividades delictivas y enfrentamiento con las autoridades. 
En 1996, 34 miembros de los «Centuriones» de Barcelona fueron detenidos bajo acusación de tráfico de drogas y armas y asociación ilícita, de las que algunos cumplieron prisión. Fue tras esa experiencia que deciden desmantelar «Centuriones» y se crea Hells Angels Motorcycle Club en España. Crear el capítulo español no fue casual; ya en 1987 los Hells Angels holandeses visitaban España, aunque el proceso fue lento pues era un club muy hermético. 
En 2007 en Barcelona hubo una nueva intervención policial de los Mozos de Escuadra y el Grupo Especial de Intervención con las mismas acusaciones que se imputaron a los «Centuriones», sumada la de extorsión. En 2019 en Barcelona y Tarragona nuevamente los Mozos de Escuadra por tercer año consecutivo realiza redadas contra sedes y desarticulando el capítulo de Barcelona.
En 2009 la Guardia Civil conjuntamente con los Mozos de Escuadra durante la operación Valkiria y Grigori realizó redadas en 6 provincias españolas, entre ellas Barcelona, en una treintena de locales y viviendas de miembros, deteniendo a 22 miembros, 2 de ellos miembros del capítulo de Italia, encontrando evidencias neonazi y conexiones con Boixos Nois un grupo ultra de extrema derecha del Fútbol Club Barcelona.
En 2016 la Guardia Civil durante la Operación Triciclo desarticula en Asturias el capítulo HAMC NorthSide, organizacional satélite de Hells Angels